# ナイトロ・サーカス
ナイトロ・サーカス（Nitro Circus）は、アメリカのMTVで放映されたリアリティ番組。また、出演するトラビス・パストラーナ以下のメンバーによる集団および彼らによるショーそのものをさす。MTVジャパンでは「MTV Nitro Circus 〜激突！おバカ☆ライダー〜」のタイトルにて日本語字幕付きで放映されている。2010年からはワールドツアーでライブを開始、2015年と17年に日本の大阪、東京でも開催された。2016年ソルトレイクシティで行われたナイトロ・ワールドゲームズという、ショーというよりも勝敗を競うことを主眼とした大会も開催されている。

## 構成
毎回、プロのスタントマン達が「バイクに乗って、グランドキャニオンからダイブ」、「バイクを利用して、ビルからビルへ飛び移る」等の非常に危険なスタントに挑むという企画であり、「ジャッカス」のジョニー・ノックスヴィルが監督を務めている。
たまに、メンバーがボールに入って坂から転がる「人間ボウリング」等の「おふざけ企画」もあるが、おふざけ中心だった「ジャッカス」に比べると割合は少ない。バイクやモンスタートラック等の乗り物を利用したスタント企画が多い。
なお、2009年10月4日にフジテレビで放送された「世界おもしろ珍メダル バカデミービデオ大賞」で、スタントチームの中心的存在でもあるトラビス・パストラーナが三輪車でバックフリップを決めた映像（シーズン1第1話）が放映された。
アメリカではシーズン1全12話を収めた二枚組DVDが販売されている。日本での正式販売はまだ行われていない。

## 主要メンバー
トラビス・パストラーナ (Travis Pastrana)
1983年10月8日生まれ。アメリカ出身のプロのモトクロス／モータースポーツ選手であり、この番組の中心的人物。出演者の中でも、特に運動神経がずば抜けている。番組内の危険スタントに挑戦し、他のメンバー達が失敗する中、毎回成功を収めるのは大体彼である。
アンディ・ベル (Andy Bell)
1975年12月31日生まれ。カナダ出身。1991年 - 1997年までをモトクロス選手、1998年 - 2002年まではフリースタイルモトクロス選手として活躍した元プロのライダー。しかし、引退後の現在はただの「酒飲み」といった印象が強い様で、大した技術も無いのに何故かヨーロッパでは人気があったという偉業の持ち主。またメンバーの中でも特に明るい性格で、ムードメーカー的存在。
ジョリーン・ヴァン・ヴュット (Jolene Van Vugt)
唯一の女性メンバー。1980年9月17日生まれ。カナダ出身で、モトクロスの国内チャンピオン。シーズン1第7話で、女性初のダートバイクを利用してのバックフリップを決め、ギネス記録に認定された。
ジム・デチャンプ (Jim Dechamp)
1980年10月18日生まれ。アメリカイリノイ州出身のプロのマウンテンバイク／モトクロス選手。2008年夏に開催されたXゲーム大会で、人類史上初となるフロント・フリップに挑戦した際に着地に失敗し、背骨を骨折した。これはバックフリップの逆回転バージョンでジャンプ台から飛び出した後、前回りに一回転して着地するもので、一般的にはバックフリップよりも難易度が高いとされている。
シーズン1第7話で成功。ギネス記録に認定された。またトラビスの親友で、互いに家が近い。
エリック・ロニア (Eric Roner)
プロのエクストリームスキーヤー・ベースジャンパー。ベースジャンプ会の第一人者。シーズン1第11話でも見られるが、彼のスキー技術はかなりのもの。
ストリートバイク・トミー（"Streetbike" Tommy Passemante）
肩書き“Streetbike”は、日本でいう“走り屋”と理解していいかもしれない。コンペティション経験の無い大型バイク乗り（ストリートライダー）だが、腕と度胸には自信があった。有名になるためにメンバーに接触し、カワサキの大型バイクでバックフリップを決めたと思いきや、スポンジバリヤに着地した瞬間反動で大きく放り出されてしまう（見守っていたメンバー達は爆笑していた）。オフロードバイク以外の車種でバックフリップに挑戦したのはトミーが初めて。その度胸を買われメンバー入り。メンバー同様スタントに挑戦するも、毎回失敗し笑いを取る。彼自身のユーモラスな性格と自慢の肥満体を生かした“デブキャラ”で場を盛り上げる、お笑い担当メンバー。
グレグ・パウエル（"Special" Greg Powell）
トラビスの従兄弟。シーズン2からレギュラー出演を果たしている。運動神経は抜群で、メンバーの中でも特に「怖いもの知らず」である。

### 監督チーム
ジョニー・ノックスヴィル (Johnny Knoxville)
スタント番組「ジャッカス」のリーダー的存在。彼自身のこれまでの経験を生かして、「ナイトロ・サーカス」では監督を務めている。番組内でも何度か顔を出しており、メンバーと共にスタントに参加することもある。
グレグ・ゴッドフレイ (Gregg Godfrey)
別名「マッスル・ハムスター」。調子にのってメンバーと共に危険なスタントに挑戦する事もあるが、失敗ばかりしている。
ジャレミー・ロウル (Jeremy Rawle)
ロン毛がトレードマーク。グレグと共にスタントに挑戦する事もある。
ジェフ・トレメイン (Jeff Tremaine)

## エピソード

### シーズン 1
Episode 1 "Welcome to Pastranaland"
「パストラーナ家での巨大ウォータースライダー」など。
Episode 2 "Lake Medina"
「水上をバイクで走る」など。
Episode 3 "Las Vegas"
「ラスベガス市内のビルからスカイダイビング」など。
Episode 4 "Hell Compound"
「モンスタートラックを利用したバックフリップ」など。
Episode 5 "Home Sweet Home"
「キャンピングカーを利用した破壊レーシング」など。
Episode 6 "The Circus Heads West"
「闘牛の柵の中でクロッケーをする」など。
Episode 7 "Nitro In The Guiness Book"
全メンバーが総力を挙げてギネス記録に挑戦する。
Episode 8 "Hollywood Nitro"
「ハリウッドでメンバー達が危険なスタント撮影に挑む」など。
Episode 9 "Panamania"
パナマの地で、危険なスタントに挑戦。
Episode 10 "Puerto Rico"
プエルトリコで様々なスタントに挑戦する。
Episode 11 "Nitro Winter Wonderland"
雪山でのスタントに挑戦。
Episode 12 "Jamaican Me Crazy"
「ジャマイカでの巨大滑り台」など。

### シーズン 2
Episode 1 "Nitro City"
「トラビスがバイクジャンプを利用して、ビルからビルへ飛び移る」など。
Episode 2 "Hydro Circus"
「アンディがアクロバット飛行を体験する」など。
Episode 3 "Go Big or Go Foam"
「人間ロケット、パラシュート無しで飛行中の飛行機にしがみつく」など。
Episode 4 "Southern Discomfort"
「アンディが車の爆破スタントに挑む」など。
Episode 5 "No Right Churn"
プロスケートボーダーのバム・マージェラの家でメンバー達が危険なスタントに挑戦する。例えば「スペースシャトル風の羽が付いた自動車で、池に突っ込む」など。
Episode 6 "Mud and Guts"
Episode 7 "Nitro Circus Circus"
サーカス団と合流し、彼らの芸に挑戦する。
Episode 8 "Nitro Ut-Opia"
Episode 9 "Epic Pass/Epic Fail"
総集編。各エピソードを、メンバーのインタビューと共に振り返る。